# سيوبهان فالون
سيوبهان فالون (بالإنجليزية: Siobhan Fallon Hogan) هي ممثلة أمريكية، ولدت في 13 مايو 1961 في الولايات المتحدة.

## أعمال

### أفلام
- (1994) فورست غامب
- (1997) رجال ذوو بزات سوداء[5][6]
- (2000) راقصة في الظلام[7][8][9][10]
- (2003) حفر
- (2003) دوجفيل[11]
- (2006) شبكة شارلوت[12]
- (2007) ألعاب مضحكة[13]
- (2010) صائد الجوائز[14]
- (2011) نحتاج للتحدث عن كيفين
- (2017) أسلوب الذهاب[15]

### مسلسلات
- ماكجايفر

## وصلات خارجية
- سيوبهان فالون على موقع IMDb (الإنجليزية)
- سيوبهان فالون على موقع قاعدة بيانات الأفلام العربية
- سيوبهان فالون على موقع قاعدة بيانات الأفلام العربية
- سيوبهان فالون على موقع ألو سيني (الفرنسية)
- سيوبهان فالون على موقع ميوزك برينز (الإنجليزية)
- سيوبهان فالون على موقع أول موفي (الإنجليزية)
- سيوبهان فالون على موقع قاعدة بيانات الأفلام السويدية (السويدية)
- سيوبهان فالون على موقع ديسكوغز (الإنجليزية)
- سيوبهان فالون على موقع قاعدة بيانات الفيلم (الإنجليزية)
- سيوبهان فالون على موقع كينوبويسك (الروسية)